# 新潟県道134号馬下停車場線

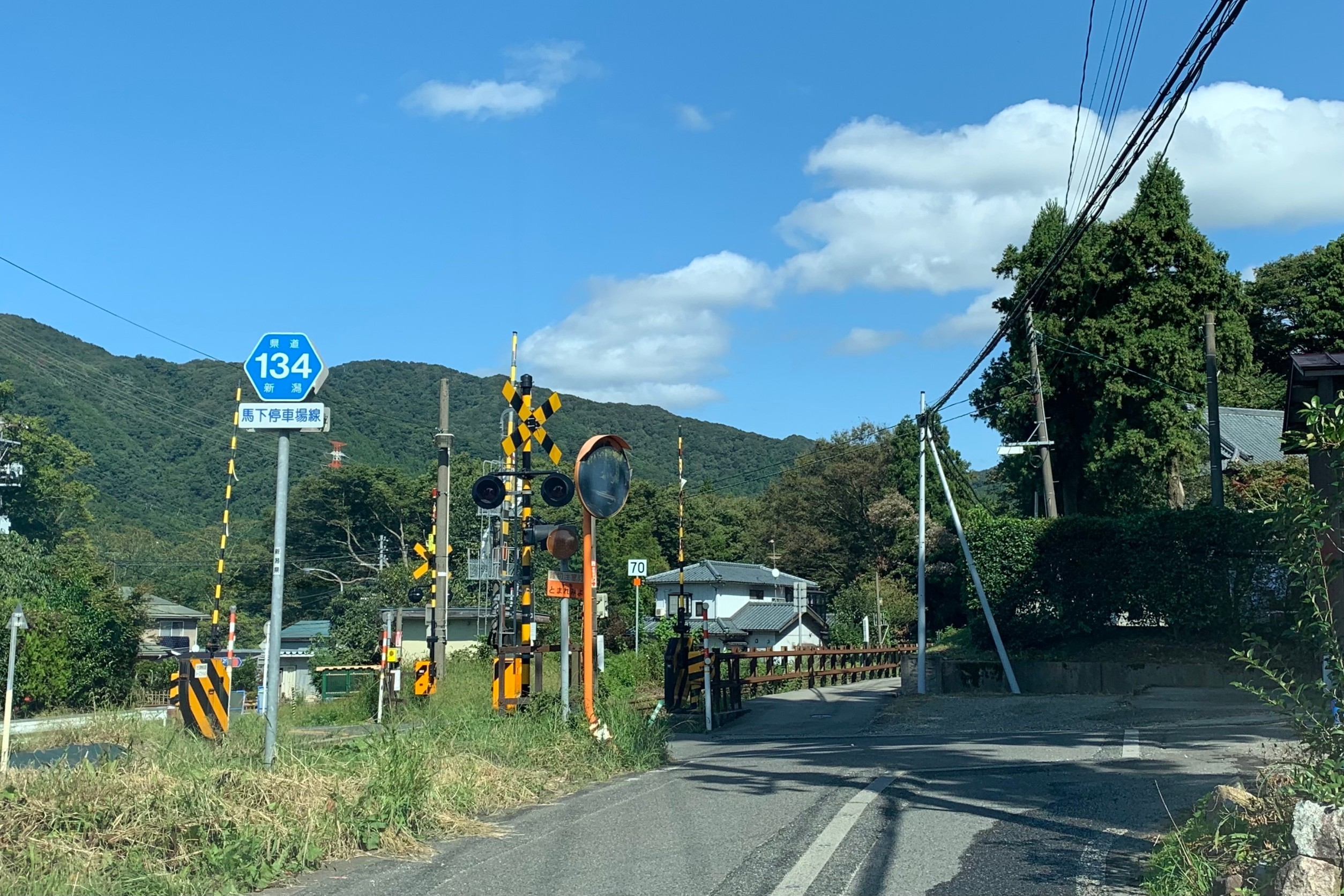
新潟県五泉市馬下 第1若松街道踏切付近（2021年9月）

新潟県道134号馬下停車場線（にいがたけんどう134ごう まおろしていしゃじょうせん）は、新潟県五泉市内を通る一般県道である。

## 概要

### 路線データ
- 起点：馬下停車場（新潟県五泉市馬下字三百苅）
- 終点：新潟県五泉市馬下（国道290号交点）

## 地理

### 通過する自治体
- 新潟県五泉市

### 接続する道路
- 五泉市道（起点：五泉市馬下字三百苅、馬下駅前）
- 国道290号（終点：五泉市馬下）

### 周辺
- JR磐越西線 馬下駅
- 新潟県警察 五泉警察署 馬下駐在所
- 馬下郵便局
- 阿賀野川
- 国道49号（若松街道）
- 北越化学工業 安田工場